# Contea di Yilan
La contea di Yilan è una contea di Taiwan situata a nordest dell'isola. 
Il nome della contea deriva da una parola della Lingua kavalan, parlata appunto dal popolo Kavalan di aborigeni taiwanesi, residente nell'area della contea sin dall'antichità.

## Amministrazione
Nella contea di Yilan vi sono una capitale (縣轄市), tre città urbane (鎮) ed otto città rurali (鄉).
| Cinese    | Hanzi  | Wade-Giles | Pinyin    | Minnan          | Hakka Pha̍k-fa-sṳ |
| --------- | ------ | ---------- | --------- | --------------- | ---------------- |
| Yilan     | 宜蘭市 | Ilan       | Yílán     | Gî-lân          | Ngì-làn-sṳ       |
| Luodong   | 羅東鎮 | Lotung     | Luódōng   | Lô-tong         | Lò-tûng-tsṳ́n     |
| Su-ao     | 蘇澳鎮 | Su-ao      | Sū'ào     | So·-Ò           | Sû-o-tsṳ́n        |
| Toucheng  | 頭城鎮 | Toucheng   | Tóuchéng  | Thâu-siâⁿ       | Thèu-sàng-tsṳ́n   |
| Datong    | 大同鄉 | Tatung     | Dàtóng    | Tāi-tông        | Thai-thùng-hiông |
| Dongshan  | 冬山鄉 | Tungshan   | Dōngshān  | Tang-soaⁿ       | Tûng-sân-hiông   |
| Jiaoxi    | 礁溪鄉 | Chiaohsi   | Jiāoxī    | Ta-khe          | Tsiâu-hâi-hiông  |
| Nan-ao    | 南澳鄉 | Nan-ao     | Nán'ào    | Lâm-ò           | Nàm-o-hiông      |
| Sanxing   | 三星鄉 | Sanhsing   | Sānxīng   | Saⁿ-chheⁿ/chhiⁿ | Sâm-sên-hiông    |
| Wujie     | 五結鄉 | Wuchieh    | Wǔjiē     | Gō·-kiat        | ńg-kiet-hiông    |
| Yuanshan  | 員山鄉 | Yuanshan   | Yuánshān  | Îⁿ-soaⁿ         | Yèn-sân-hiông    |
| Zhuangwei | 壯圍鄉 | Chuangwei  | Zhuàngwéi | Chòng-ûi        | Tsong-vì-hiông   |

## Attività

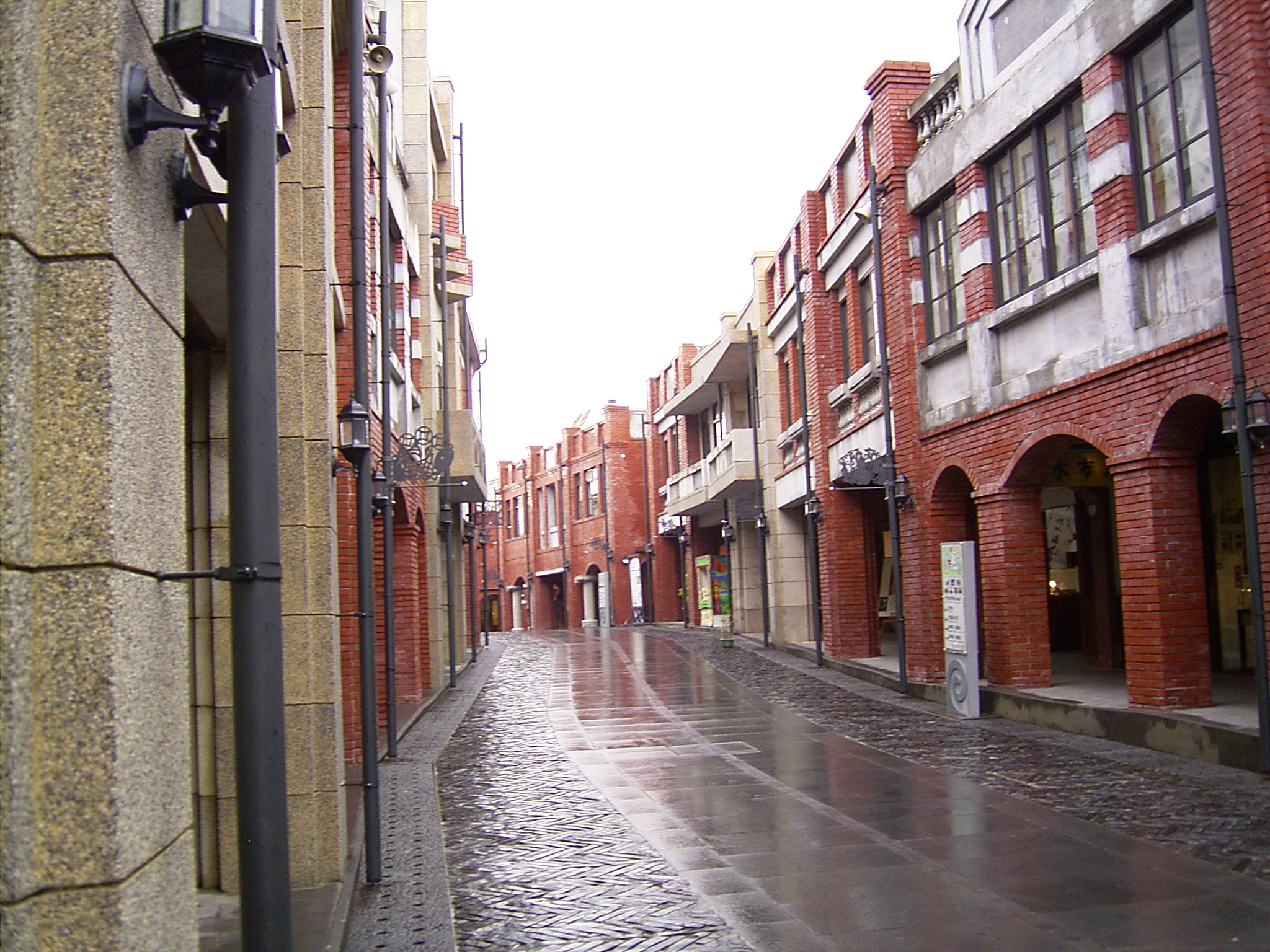
Centro Nazionale di Arti Tradizionali

- L'Yilan International Children's Folklore and Folkgame Festival (宜蘭國際童玩藝術節 Festival Internazionale del Folklore e dei Giochi Folkloristici per Bambini di Yilan), è forse il più rinomato internazionalmente tra i festival folkloristici di Taiwan. Esso si ripropone di far riscoprire ai bambini taiwanesi le tradizioni artistiche e culturali della propria terra, ed è inoltre un importante mezzo per far scoprire la realtà folkloristica della contea di Yilan ai turisti.
- Ogni estate, il parco acquatico del Fiume Dongshan (冬山河親水公園) attrae innumerevoli turisti, soprattutto famiglie con bambini, con un numero di visitatori in costante crescita annuale. Il festival del parco acquatico è stato organizzato per la prima volta nel 1996, e nel 2002 ha raggiunto il picco massimo di turisti, in numero superiore al milione.
- A partire dal 2004, si tiene ad Yilan il GIFT (Green International Film Festival in Taiwan), un festival cinematografico non competitivo giunto ormai alla sua sesta edizione. Lo scopo del GIFT è quello di arrivare a costruire un archivio di opere realizzate per scopi rilevanti ed umanitari, quali l'educazione e l'istruzione dei giovani.
- Yilan International Collegiate Invitational Regatta (Regata Collegiale Internazionale su Invito di Yilan)[1]

## Attrazioni turistiche

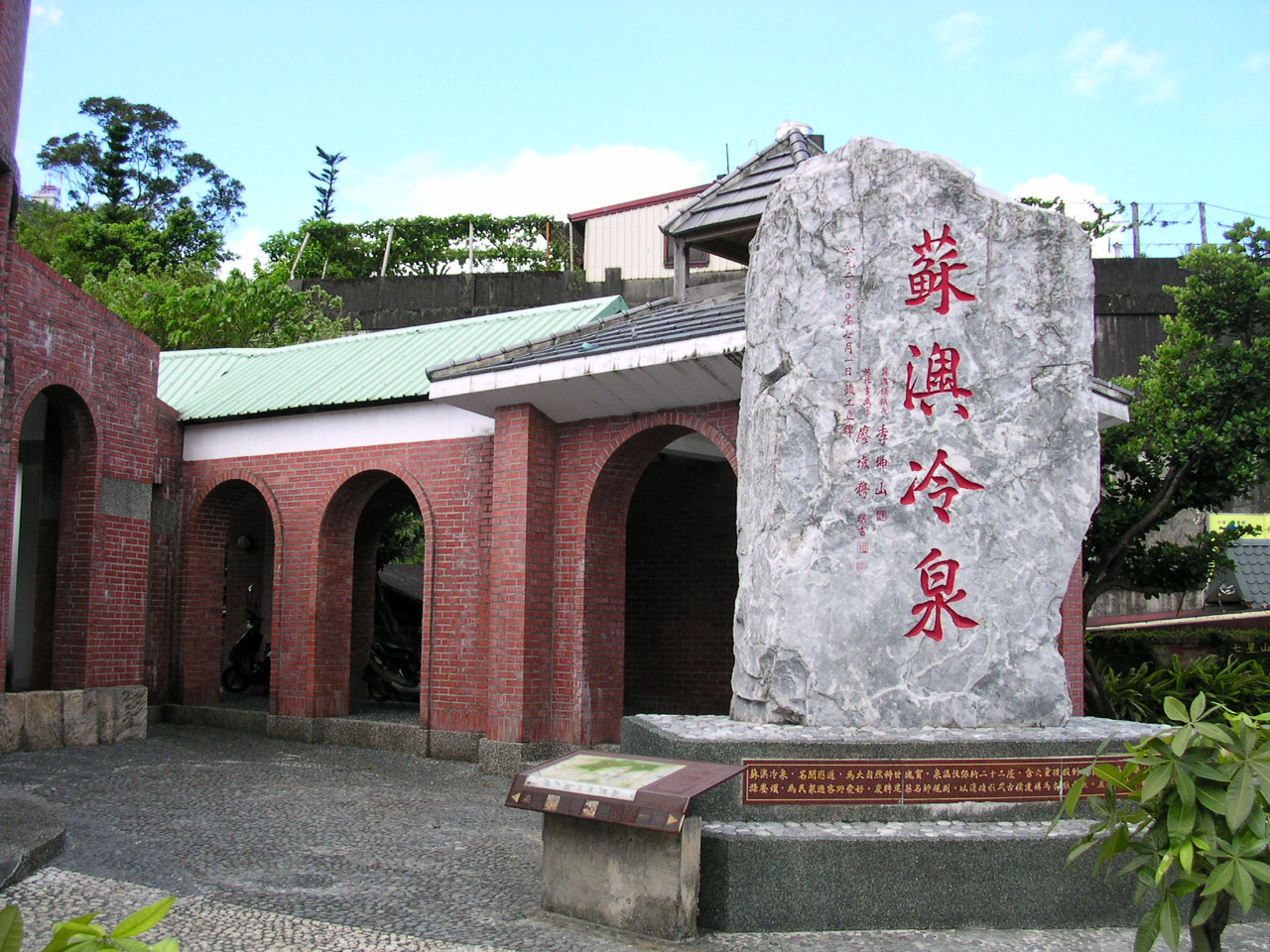
Sorgenti fredde di Su-ao

- Isola Guishan, situata a 10km ad est della città di Toucheng
- Visite guidate all'osservazione di balene e delfini[2]
- Area Scenica Nazionale della Costa Nordorientale (東北角海岸國家風景區)
- Sorgenti calde di Jiaoxi (礁溪溫泉)[3]
- Area Scenica Wufongci (五峰旗風景區)[4]
- Monte Taiping (太平山)[5]
- Mercato notturno di Luodong (羅東夜市)[6]

## Precedenti magistrati
1. Chen Ding-nan (陳定南) (1981-1989)
2. Yu Shyi-kun (游錫堃) (1989-1997)
3. Liu Shou-ch'eng (劉守成) (1997-2005)
4. Lu Kuo-hua (呂國華) (2005-2009)
5. Lin Tsong-shyan (林聰賢) (2009-)